# Deling van het Frankische Rijk
Het eenheidsrijk dat Karel de Grote zich in de tweede helft van de 8e eeuw veroverd had, zou slechts één generatie standhouden en daarna door broedertwisten ten onder gaan. Uit de breuk ontstonden in eerste instantie het Oost-, het West- en het Midden-Frankische Rijk. Dat laatste was echter geen lang leven beschoren en zou geleidelijk uiteenvallen, om ten slotte door zijn beide buren te worden opgeslorpt. Feitelijk legde deze splitsing de basis voor het ontstaan van de huidige landen Duitsland en Frankrijk, die eeuwenlang om de macht in Europa hebben gestreden.

## De voorgeschiedenis
Toen Karel de Grote in 814 overleed, liet hij zijn volledige rijk samen met de keizerstitel na aan zijn zoon Lodewijk de Vrome. De keizerlijke functie vormde in die periode niet zozeer een overtreffende trap van het koningschap als wel een bijkomende functie, t.w. verdediger van het christendom in het Westen. Onder Lodewijks regering ontstond daardoor aan het hof het idee van de staat als een wereldlijk kader voor de Kerk. Daarvoor diende die staat echter één te blijven, onder het oppergezag van de keizer. Het gewoonterecht echter voorzag in de deling van de erfenis, want het merendeel van de mensen zag het rijk en de macht daarover als eigen bezit van de vorst. En dus sloot Lodewijk een compromis: na zijn dood zouden zijn drie zoons Lothar, Pepijn en Lodewijk elk koning worden over een stuk van het rijk, maar het keizerschap zou gaan naar de oudste, Lothar, die de opperheerschappij over de drie anderen zou uitoefenen. Dit alles werd vastgelegd in de Ordinatio Imperii (de Ordening van het Keizerrijk).
Lodewijk ging ook daadwerkelijk tot een theoretische verdeling over, maar de zaken werden ingewikkeld toen hem in 823 uit zijn tweede huwelijk een vierde zoon Karel werd geboren, en de bijzonder ambitieuze echtgenote haar kind een zo groot mogelijk deel van de koek wilde bezorgen. De drie anderen zagen dit met lede ogen aan; bovendien begeerden ze macht en hadden ze aan de zweverige ideeën rond de keizerlijke functie bepaald geen boodschap.
Toen Lodewijk in 829 op de Rijksdag te Worms zijn erfenis herverdeelde, braken er zowel tussen de vader en zijn drie oudste zoons als tussen de drie broers onderling een reeks knetterende twisten los. Ten slotte leek het tot een beslissend treffen te zullen komen toen in de zomer van 833 de legers van de keizer en van de drie broers bij Colmar (Elzas) tegenover elkaar kwamen te staan. Maar nog voor het tot een veldslag kon komen, liepen de meesten van Lodewijks krijgers naar de vijand over; de zegerijke broers namen daarop hun vader gevangen en zetten hem af.
Toen beging Lothar de vergissing om op basis van de Ordinatio Imperii het oppergezag op te eisen. Prompt zetten zijn broers hun vader weer op de troon en zorgden ervoor dat Lothar in 834 naar het rijksdeel Lombardije (Noord-Italië) werd verbannen. Hierna bekoelden de zaken, tot in 838 de dood van de tweede zoon Pepijn maatregelen vereiste. Lothar, die zich rustig had gehouden, kwam opnieuw in de gunst, en in 839 werd het Rijk tot ieders tevredenheid opnieuw verdeeld.

## De eerste deling: Verdun
De vrede werd abrupt afgebroken toen keizer Lodewijk op 20 juni 840 bij Ingelheim overleed en Lothar opnieuw naar de heerschappij over het volledige rijk ging streven. Ditmaal stonden de broers met getrokken zwaarden tegenover elkaar, tot Lothar op 25 juni 841 te Fontenoy bij Auxerre (Bourgondië) in een uiterst bloedige veldslag beslissend verslagen werd. Men beschouwde dit algemeen als een Godsoordeel voor de opdeling van het rijk ten voordele van Lodewijk en Karel. Door de Eed van Straatsburg zwoeren de overwinnaars op 14 februari 842 elkaar bij te staan ingeval Lothar een nieuwe poging zou wagen, maar ze geraakten het onderling niet eens over de verdeling van het Rijk en trokken voortdurend nieuwe scheidsgrenzen. Ook het Verdrag van Verdun, getekend in augustus 843, was eigenlijk niet als definitief bedoeld, maar het is uiteindelijk toch daarbij gebleven.
Als verliezer wist Lotharius toch een niet onaanzienlijk deel van het grondgebied uit de brand te slepen: hij beheerste voortaan een gebied dat zich uitstrekte van de Friese eilanden over de valleien van de Maas, de Saône en de Rhône, en over de Provence verderliep tot in Noord-Italië; het omvatte de steden Lyon en Pavia en bovendien de twee oude hoofdsteden Aken en Rome. Ook de keizerstitel mocht hij behouden, evenwel zonder dat hem dit enige suprematie over zijn broers of hun respectieve rijken verleende. Lodewijk de Duitser kreeg de oostelijk daarvan gelegen gebieden, van tegenaan Denemarken over Beieren tot in Karinthië, met de steden Regensburg en Salzburg; Karel de Kale de westelijke, van Vlaanderen over het Île-de-France tot aan de Alpen (uitgezonderd Bretagne), met de steden Parijs, Reims, Orléans, Tours, Dijon, Bordeaux en Toulouse. Zo ontstonden het Oost-Frankische, het West-Frankische en het Midden-Frankische Rijk.
Het is bij dit alles belangrijk te beseffen dat het rijk daarna nog steeds als één geheel werd beschouwd; het was de macht erover die binnen het koningshuis was verdeeld. Dit kwam tot uiting in 844, toen de drie nieuwe koningen te Diedenhofen (Thionville, in Lotharingen) verklaarden een gemeenschappelijke politiek te zullen blijven voeren en Lothar zwoer voortaan in “fraternitas” (broederlijkheid) met zijn broers te zullen samenleven. De drie zouden elkaar daarna nog meermaals treffen op de zogenaamde Frankendagen. Later zou deze eendrachtige heerschappij echter omslaan in een voortdurend loeren op veranderingen in elkaars rijken die voor de vermeerderingen van het eigen bezit zouden kunnen worden gebruikt. Tot de aanvankelijk beoogde duurzame hereniging is het dan ook nooit meer gekomen.

## De deling van het Middenrijk: Prüm
Lotharius, die inmiddels ziek was geworden, verdeelde het Middenrijk onder zijn drie zoons. Reeds in 844 was zijn oudste zoon Lodewijk II als koning van Lombardije aangesteld; in 855 splitste hij de rest in tweeën, Lotharius II kreeg het Koninkrijk Lotharingen en Karel kreeg het Koninkrijk Provence. De keizer trok zich daarop in de Sint-Salvatorsabdij van Prüm terug, overleed er in de nacht van 28 op 29 september 855 en werd in de abdijkerk begraven. Lodewijk II erfde de keizerlijke titel. Toen ook Karel overleed werd het Koninkrijk Provence onder de twee overgebleven broers verdeeld.

## Tweede deling: Meerssen
Nadat er in Rome een machtswisseling had plaatsgevonden - Hadrianus II bezette nu de Heilige Stoel - schiep Lotharius nog eenmaal hoop. In 869 trok hij naar Rome, met de bedoeling zijn huwelijk eens en voorgoed te laten ontbinden, maar het werd al snel duidelijk dat de afwikkeling ervan een hele tijd zou aanslepen. Mismoedig verliet hij de Eeuwige Stad, maar werd op de terugreis ziek te Lucca en overleed op 8 augustus 869 te Piacenza, waar hij ook begraven werd. Zijn beide vrouwen Theutberga en Waltrada werden in verschillende kloosters ondergebracht. De rechten van zijn broer Lodewijk genegeerd, waardoor de beide ooms Karel de Kale en Lodewijk de Duitser datzelfde jaar nog in het Verdrag van Meerssen het vacante Lotharingen onder elkaar konden verdelen volgens de lijn Maas-Saône-Rhône. Het huidige België viel hierdoor zo goed als volledig toe aan het West-Frankische Rijk.

## De definitieve regeling: Ribemont
Nadat Lodewijk de Duitser op 28 augustus 876 overleed, probeerde Karel de Kale diens deel van Lotharingen in te palmen. Hij werd echter op 8 oktober 876 in de Slag bij Andernach krachtig teruggedreven door Lodewijk III, zoon van de overledene. Karel stierf kort daarop, in 877, gevolgd door zijn zoon Lodewijk de Stamelaar in 879. Nu werd diens broer en opvolger, de zwakke Karloman, in 880 door Lodewijk III verplicht om het West-Frankische deel aan hem af te staan; dit werd vastgelegd in het Verdrag van Ribemont. Lotharingen was daardoor in zijn geheel aan het Oost-Frankische Rijk gekomen; voortaan zou de Schelde de westgrens vormen.